# Villa del Prado
Villa del Prado là một đô thị trong Cộng đồng Madrid, Tây Ban Nha. Đô thị Villa del Prado có diện tích km², dân số theo điều tra năm 2010 của Viện thống kê quốc gia Tây Ban Nha là người. Đô thị Villa del Prado nằm ở khu vực có độ cao mét trên mực nước biển.